# Теорема Саса
Теорема Саса — утверждение о необходимых и достаточных условиях замкнутости класса степенных функций. Была доказана Сасом в 1916 году. Играет важную роль в функциональном анализе.

## Замкнутое множество функций
Множество функций {\displaystyle \left\{f_{n}(x)\right\}} называется замкнутым на интервале {\displaystyle (a,b)}, если из условия {\displaystyle \int _{a}^{b}f(x)f_{n}(x)dx=0,n=1,2,...}  следует, что {\displaystyle f(x)} обращается в нуль всюду, кроме множества меры нуль, если только {\displaystyle f(x)\in L^{2}}, то есть её квадрат модуля интегрируем. 

## Формулировка
Пусть {\displaystyle \lambda _{n}} - множество комплексных чисел с вещественными частями, превосходящими {\displaystyle -{\frac {1}{2}}}.
Для того, чтобы множество степенных функций {\displaystyle \left\{x^{\lambda _{n}}\right\}} было  замкнуто в {\displaystyle L^{2}} на интервале {\displaystyle (0,1)} необходимо и достаточно, чтобы {\displaystyle \sum _{n=1}^{\infty }{\frac {1+2Re\lambda _{n}}{1+|\lambda _{n}^{2}|}}=\infty }.